# Robert Heffernan
Robert Heffernan (Cork, Írország, 1978. február 28. –) világbajnok ír atléta, gyalogló.
Fő versenytávja a 20 km, legjobb eredményeit sokáig ebben a számban érte el, azonban a 2013-as atlétikai világbajnokságon 50 km-en lett világbajnok.

## Legjobb eredményei
| év   | esemény          | helyszín | versenyszám | eredmény |
| ---- | ---------------- | -------- | ----------- | -------- |
| 2001 | Világbajnokság   | Edmonton | 20 km       | 14.      |
| 2002 | Európa-bajnokság | München  | 20 km       | 8.       |
| 2007 | Világbajnokság   | Oszaka   | 20 km       | 6.       |